# Marta Erps-Breuer
Marta Erps-Breuer (* 29. September 1902 in Frankfurt am Main; † 14. Juni 1977 in São Paulo; gebürtige Marta Erps) war eine deutsche Designerin und Wissenschaftlerin.

## Leben
Marta Magdalena Elisabeth Erps war eine Tochter von Friedrich A. M. Erps und Auguste Mathilde J. Erps.
Auch wenn sie wie viele andere Bauhaus-Studentinnen auf die Weberei-Werkstatt verwiesen wurde, entwickelte sie sich weiter, erwarb zusätzliche Fähigkeiten und nutzte diese im Laufe ihrer (Design-)Karriere. Der Textilbereich war nicht nur ein weibliches Territorium, sondern wurde vielmehr als Raum des künstlerischen Experiments genutzt. Neben Bildwirkereien und Holzschnitzereien schuf Erps-Breuer auch Skulpturen und Gemälde. Dieser Facettenreichtum definierte Marta Erps-Breuers Werdegang und zeigte gleichzeitig die zunehmenden beruflichen Möglichkeiten und Tätigkeiten der Frauen im Designbereich auf.
Ihr Bruder ließ sich in Brasilien nieder. Sie besuchte ihn 1925. Kurz nach ihrer Rückkehr nach Europa, im Jahr 1926, heiratete sie ihren ehemaligen Bauhaus-Kollegen Marcel Breuer, welcher zu einem der einflussreichsten Architekten und Möbeldesigner des 20. Jahrhunderts avancieren sollte. Anfang der 1930er Jahre entschied sich Marta-Breuer, nach Brasilien zu reisen und ließ sich in São Paulo nieder, wo sie 1932 begann, als wissenschaftliche Illustratorin zu arbeiten. Mit ihrer Entscheidung dauerhaft zu emigrieren, trennte sie sich von Marcel Breuer.
Es sind Parallelen zwischen den Arbeiten, welche während ihrer Karriere als Biologin an der Universität von São Paulo entstanden sind und den am Bauhaus erlernten Fertigkeiten sowie Illustration, Fotografie, Collage und Bildhauerei auszumachen. Sie verfügte über ein großes handwerkliches Geschick, technische Kreativität, genaue Beobachtung, Engagement und Forschungsinteresse. 1966 trat sie offiziell in den Ruhestand, jedoch besuchte sie noch einige Jahre später ihr Labor in der Cidade Universitária „Armando de Salles Oliveira“, bis sie aus gesundheitlichen Gründen nicht mehr weiterarbeiten konnte.
Marta Erps-Breuer verstarb am 14. Juni 1977 im Alter von 74 Jahren in São Paulo.

## Bauhaus
Das Bauhaus, welches 1919 von Walter Gropius ins Leben gerufen wurde, gab Männern und Frauen die Möglichkeit dort zu studieren.
Bereits im ersten Jahr gab es mehr weibliche als männliche Bewerber. Frauen hatten es nicht immer leicht, jedoch tragen sie einen wesentlichen Teil des innovativen Potentials am Bauhaus dazu bei. Die ersten institutionellen Entscheidungen des Bauhauses deuteten darauf hin, dass das revolutionäre Ideal der Schule auf den tradierten Konventionen der damaligen traditionellen Gesellschaft beruhte und die Geschlechterrollen klar getrennt waren, wodurch unterschiedliche Räume und Rechte für Frauen und Männer definiert wurden. Aufgrund der übermäßigen Anzahl von Bewerbern an der Schule schlug Gropius dem Meisterrat vor, das Auswahlverfahren strenger zu gestalten. Zu dieser Zeit hatte die Schule bereits einen hohen Frauenanteil, was seiner Meinung nach das Prestige der Institution senken könnte. Er riet, die Frauen nach dem ersten Jahr des Grundstudiums in die Weberei zu schicken; neben Textilien wurde auch Keramik und Buchbinderei angeboten, letztere wurde 1922 eingestellt. 1922, dem Jahr, in dem Marta Erps-Breuer sich als Studentin am Bauhaus einschrieb, gab es 52 weibliche und 95 männliche Studenten. Sie besuchte das Bauhaus von 1921 bis 1924.
Ihr Werdegang an der Schule folgte einem dort üblichen Szenario für Frauen:
Im ersten Semester belegte sie den Grundkurs und im zweiten Semester konzentrierte sich ihr Studium auf Workshops und Materialien, in ihrem Fall hauptsächlich auf das Weben. Mit einem aus geometrischen Elementen zusammengesetzten Teppich nahm Marta Erps-Breuer als Weberei-Studentin 1923 an der ersten Ausstellung des Bauhauses teil. Die Produktion von textilen Objekten an der Weimarer Schule war von einem starken Verhältnis zwischen Nützlichkeit und gestalterischen Experimenten geprägt. Die Weberei stand in dieser Zeit unter der Leitung des Malers Georg Muche. Marcel Breuer war zu dieser Zeit Student an der Schule und nahm am Kurs von Walter Gropius in der Möbelwerkstatt teil. In Bezug auf den von Marta Erps-Breuer entworfenen Teppich hebt die Forscherin Sigrid Weltge-Wortmann die Anordnung geometrischer Elemente hervor, die die anderen Objekte im Raum vereinen und den Blick des Betrachters von einem Punkt im Raum zum anderen lenken.
In ihren späteren Arbeiten erforschte Marta Erps-Breuer weiterhin die Komposition von geometrischen Formen.
In ihrer Arbeit „Decke / Wandbehang / Klavierabdeckung (1924)“ wird der Fokus auf Praktikabilität noch deutlicher. Sie ist als Decke und Klavierbezug aus leichteren Stoffen aus Wolle und Baumwolle konzipiert. In diesem Fall kann man die Juxtaposition der Schichten durch die Verwendung von Farben und Texturen wahrnehmen. Unter der Leitung von Gunta Stölzl in Dessau experimentiere sie mit Schichten aus Wolltextilien. Darüber hinaus entwickelte Marta Erps-Breuer Holz- und Keramikmodelle von Insekten, die sie analysierte. Marcel Breuer und Marta Erps-Breuer verließen die Institution 1928 und zogen nach Berlin. Dort eröffnete Marcel Breuer ein Architekturbüro und beschäftigte sich mit Innenarchitektur und Möbeldesign.

## Brasilien
Ihre künstlerischen, technischen und beobachtenden Fähigkeiten in der mikroskopischen Analyse führten dazu, dass sie Teil eines Forscherteams an der neu gegründeten Universidade de São Paulo (USP) wurde.
1932 zog sie nach São Paulo. Dort hatte sie die Möglichkeit, ihre künstlerischen Fähigkeiten unter Beweis zu stellen, insbesondere durch filigrane Zeichnungen von zytologischen und histologischen Präparaten in einem privaten Institut, das von zwei renommierten Ärzten, Antonio Carini und Archimedes Busacca gegründet wurde. Prof. André Dreyfus lernte sie aufgrund ihrer Zusammenarbeit mit Carini und Busacca, kennen und wurde bald darauf seine Laborantin und Zeichnerin an der Medizinischen Fakultät der Universidade de São Paulo. Die Professoren Carlos Vilela und João Morgante, Mitglieder der Abteilung für Genetik und Evolutionsbiologie an der USP, welche gemeinsam mit Marta Erps-Breuer arbeiteten, berichteten, dass die Studien, die die Designerin an dieser Institution entwickelte, mit Zeichnungen, Fotografien, Collagen, Holzfiguren und Keramiken durchsetzt waren, die wahrscheinlich das Ergebnis ihrer Übungen am Bauhaus waren.
1935 wurde Marta Erps-Breuer von der neu gegründeten Faculdade de Filosofia, Letras e Ciências Humanas da Universidade de São Paulo eingestellt, um als Laborantin an der Pionierforschung in den biologischen Wissenschaften teilzunehmen. Mit finanzieller Unterstützung ihrer Familie kehrte sie 1936 noch einmal für sechs Monate nach Europa zurück, um sich auf histologische Präparate und Gewebekulturen zu spezialisieren.
Als sie an der USP arbeitete, wurde Erps-Breuer Autorin und Co-Autorin zahlreicher wissenschaftlicher Artikel, welche sich um die Genforschung handelten und einen gewissen Bekanntheitsgrad in Brasilien erreichten. An der Seite von André Dreyfus konzentrierte sie sich zunächst auf die Untersuchung und Aufbereitung von biologischem Gewebe. An der USP entwickelte sie eine Pionierrolle in der Erforschung der Biologie und Genetik und veröffentlichte in ihrer fast vierzigjährigen Karriere eine Reihe von Artikeln. Ihre Arbeit konzentrierte sich hauptsächlich auf das Studium von zwei Fliegenarten: Drosophila und Rhynchosciara americana. Des Weiteren arbeitete sie auch an der Dokumentation und Konkretisierung von Studien mit ihren Zeichnungen, Diagrammen, Skulpturen und Fotografien. Die ersten Studien, an denen Marta Erps-Breuer beteiligt war, wurden in den 1940er Jahren über die Art Telenomus fariai zusammen mit dem damaligen Direktor des Instituts, André Dreyfus, veröffentlicht. Während dieser Zeit nahm Marta Erps-Breuer an zahlreichen Expeditionen an der Küste von São Paulo teil, um wissenschaftliche Beobachtungen und Insektensammlungen durchzuführen. Nach dem Tod von André Dreyfus 1952 begann sie mit Crodowaldo Pavan zu arbeiten. Exkursionen mit ihren Laborkollegen fanden regelmäßig statt und dienten hauptsächlich zur Sammlung von Drosophila.
Neben ihrer wissenschaftlichen Arbeit widmete sich Marta Erps-Breuer auch der künstlerischen Arbeit, die sie am Bauhaus begonnen hatte. Obwohl sie sich in Südamerika niedergelassen hatte, korrespondierte sie mit ihren Klassenkameraden und traf sich gelegentlich mit ihnen. Sie dokumentierte ihren beruflichen Werdegang in Brasilien und schickte ihre Werke Ende der 1960er Jahre nach Deutschland.

## Wissenschaftlerin
Die Karriere von Marta Erps-Breuer als Wissenschaftlerin erstreckte sich über 28 Jahre, in denen sie 20 Arbeiten veröffentlichte, vier davon im Eigenverlag, die sowohl technische als auch künstlerische Perfektion vereinten. Einen Abschluss als Wissenschaftlerin bekam sie allerdings nicht. Aufgrund ihrer Zusammenarbeit mit Dreyfus entstanden wichtige Arbeiten über die Arten Rhabdias Fuelleborni und Telenomus fariai. Bald darauf begann sie unter der Leitung von Crodowaldo Pavan, an den Polytänchromosomen mehrerer Fliegenarten der Gattung Rhynchosciara americana zu forschen. Die Ergebnisse dieser Arbeiten galten als grundlegend für die Entwicklung der Zytogenetik. Marta Erps-Breuer und Crodowaldo Pavan deckten die Zusammenhänge zwischen Chromosomen Puffs und Genfunktion auf. Sie zeigten auch, dass die Gene in allen Geweben eines gegebenen Individuums gleich sind, jedoch werden verschiedene Gene in verschiedenen Geweben oder sogar im gleichen Gewebe zu verschiedenen Zeiten während der Entwicklung eingeschaltet. Nach einigen Jahren wandte sich ihr Interesse wieder der Systematik zu, diesmal auch den Fliegenarten der Gattung Rhynchosciara americana und veröffentlichte daraufhin illustrierte Arbeiten.

## Drosophila melanogaster-Modell
Das Drosophila melanogaster-Modell dient bis heute dazu, den Studenten des ‚Instituto de Biociências‘ der Universität von São Paulo den Organismus der Fliegenart Drospholia melanogaster, welcher häufig in der Genetik verwendet wird, vorzustellen. Die Beobachtung der Mikrowelt zeichnete sie mit Tusche. In den Archiven des Departamento de Genética e Biologia Evolutiva wird ein holzgeschnitztes Drosophila melanogaster-Modell aufbewahrt, welches von Marta Erps-Breuer konstruiert wurde. Ein Bild des Modells und Fotokopien des großteils ihrer wissenschaftlichen Arbeiten befinden sich derzeit im Bauhaus-Archiv Museum für Gestaltung in Berlin.